# Upton Warren
Upton Warren est une localité anglaise située dans le comté du Worcestershire.